# Миропия Хиосская
Миро́пия Хио́сская (Эфес , III век — Хиос, прибл. 251 год) — святая дева, мученица Хиосская. Дни памяти: в католической церкви — 13 июля, в православной церкви — 2 (15) декабря.

## Житие

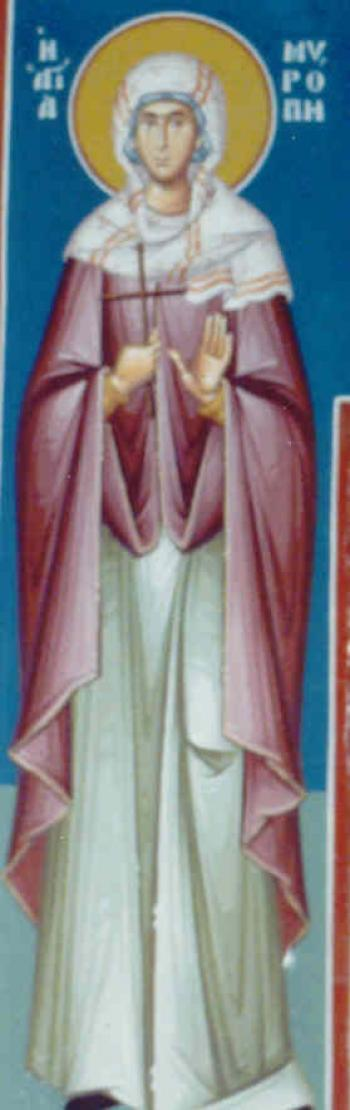

Святая дева Миропия родилась в III веке в Эфесе, рано потеряла отца и была воспитана матерью в Христовой вере. Миропия часто посещала могилу святой Ермионии (память 4 сентября), дочери апостола Филиппа, брала с могилы святое миро и лечила им больных.
При императоре Декии во время гонений Миропия с матерью перебрались на остров Хиос, где проводили время в посте и молитве. Когда около 251 года по повелению правителя острова убили воина Исидора (память 14 мая), человека глубокой веры и высокого благочестия, Миропия вместе с Аммонием тайно взяли его тело и погребли
его — вероятно, в городе Хоре на Хиосе.
Воины, которым было приказано не позволять христианам забрать тело Исидора, были приговорены к смерти. Исполненная жалости к этим воинам, Миропия сказала им, а затем и правителю, что это она взяла тело. На суде она исповедала Христову веру. Миропию били и бросили в темницу. Ночью, во время её молитвы, в темнице воссиял свет, к Миропии явился Исидор, окружённый ангелами, и она отдала свою душу Господу. Темница наполнилась благоуханием. Стражник-язычник, потрясённый увиденным, рассказал об этом священнику и принял мученическую смерть за Христа. В V веке святой Маркиан воздвиг на этом месте храм, сохранившийся до наших дней.